# فريد ميس
فريد ميس (بالإنجليزية:Fred Mace) (مواليد 22 أغسطس 1878 - وفيات 21 فبراير 1917). ممثل أمريكي في العصر الصامت للأفلام ظهر في 156 فيلما بين عام 1909 و عام 1916. عمل فريد ميس للماك سينيت في استوديوهات كيستون . بعد وقت قصير من مغادرته، روسكو Arbuckle، الذي كان قد ظهر في بعض الصور في كيستون مع فريد ميس، تولى منصب ممثل كوميدي الرصاص سينيت.

## روابط خارجية
- فريد ميس على موقع IMDb (الإنجليزية)
- فريد ميس على موقع أول موفي (الإنجليزية)
- فريد ميس على موقع قاعدة بيانات برودواي على الإنترنت (الإنجليزية)
- فريد ميس على موقع قاعدة بيانات برودواي على الإنترنت (الإنجليزية)
- فريد ميس على موقع قاعدة بيانات الأفلام السويدية (السويدية)
- فريد ميس على موقع قاعدة بيانات الفيلم (الإنجليزية)
- فريد ميس على موقع كينوبويسك (الروسية)
- Fred Mace; at IBDb.com